# Jacques Sernas
Jacques Sernas (Kaunas, 30 luglio 1925 – Roma, 3 luglio 2015) è stato un attore lituano naturalizzato francese, attivo dagli anni quaranta nel cinema ed in televisione. In lingua lituana il suo nome era Jokūbas Bernardas Šernas.

## Biografia

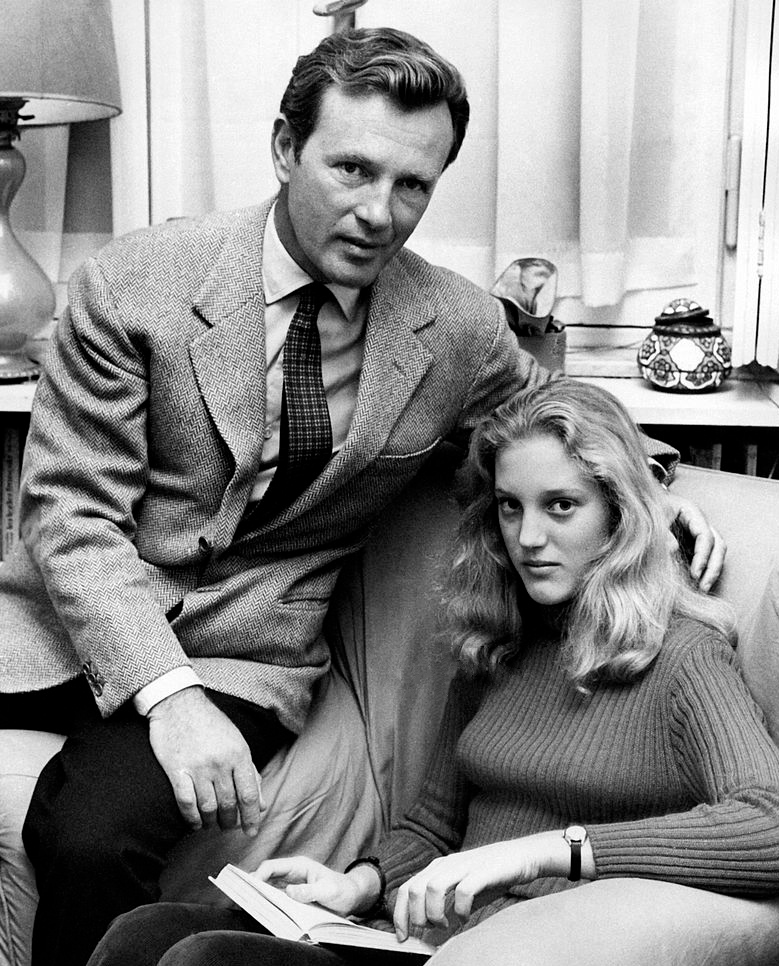
Jacques Sernas con la figlia Francesca

Era figlio del resistente lituano Jokūbas Šernas, che fu uno dei firmatari nel 1918 dell'atto d'indipendenza della Lituania. Rimasto orfano di padre all'età di un anno, si trasferì in Francia con la madre, che qui si risposò. Poco più che quindicenne, quando la Francia fu invasa dalla Germania nazista, fece parte del movimento partigiano di resistenza. Venne anche arrestato e condotto nel campo di concentramento di Buchenwald da dove uscirà solo grazie alla liberazione degli alleati. Riprese poi gli studi in medicina, che era stato costretto a interrompere, e per mantenersi svolse diversi lavori compreso quello di corrispondente per il giornale Combat durante il processo di Norimberga. Fra la fine degli anni quaranta e l'inizio degli anni settanta fu molto attivo nel cinema italiano dove la sua notorietà fu dovuta anche all'interpretazione di diversi fotoromanzi pubblicati sul settimanale Grand Hotel.
Sernas debuttò nel film Maschera di sangue (1947) di Raymond Lamy, al fianco del grande Jean Gabin e, pochi mesi più tardi, interpretò il suo primo ruolo da protagonista in Gioventù perduta (1948) di Pietro Germi, ottenendo un importante riconoscimento, il Nastro d'argento. Negli anni cinquanta si impose come uno dei maggiori interpreti di film peplum e, genericamente, di avventura o in costume. Fra i suoi principali film figurano Cuori sul mare (1950), Gli angeli del quartiere (1952), Terra straniera (1952), Elena di Troia (1956), nel ruolo di Paride, Pia de' Tolomei (1958), Vite perdute (1959), Salambò (1959), La prima notte (1959), Un amore a Roma (1960), Romolo e Remo (1961), Maciste contro il vampiro (1961), Il figlio di Spartacus (1962), Per pochi dollari ancora (1966), American Secret Service (1968), La pelle (1981), L'avaro (1989).
Lavorò anche per la televisione italiana: fu attore protagonista nella serie di telefilm Il triangolo rosso (1967-1969) nella parte di un ufficiale della polizia stradale;  nel 1973 prese parte allo sceneggiato della Rai ESP, con la regia di Daniele D'Anza;  nel 1996 recitò in un episodio della fiction Il maresciallo Rocca intitolato Violenza privata, nei panni del losco Hans Bitosso; inoltre interpretò il ruolo del cardinale Maurice Feltin nella miniserie TV Papa Giovanni - Ioannes XXIII, e quello di monsignor Paul Marcinkus nella miniserie Papa Luciani - Il sorriso di Dio. Sempre per la Rai negli anni ottanta condusse il programma educativo Una lingua per tutti: il francese.
Morì quasi novantenne nella sua casa romana il 3 luglio 2015. Per un periodo aveva vissuto a Fregene.

## Vita privata
Precedentemente sposato (1955) con la giornalista italiana Maria Stella Signorini (deceduta nel 2014, nota anche come Maria Stella Sernas), dal matrimonio nacque una figlia, Francesca. Nel 1957 iniziò una relazione con l'attrice inglese Belinda Lee a sua volta sposata nel 1954 (in prime nozze all'estero) col fotografo di scena della Rank Cornel Lucas (1920-2014), poi separata e divorziata, per volontà  di entrambi, nel 1959, causa una relazione, iniziata nel 1958,  con il principe romano della nobiltà  nera Orsini.

## Filmografia parziale

### Cinema

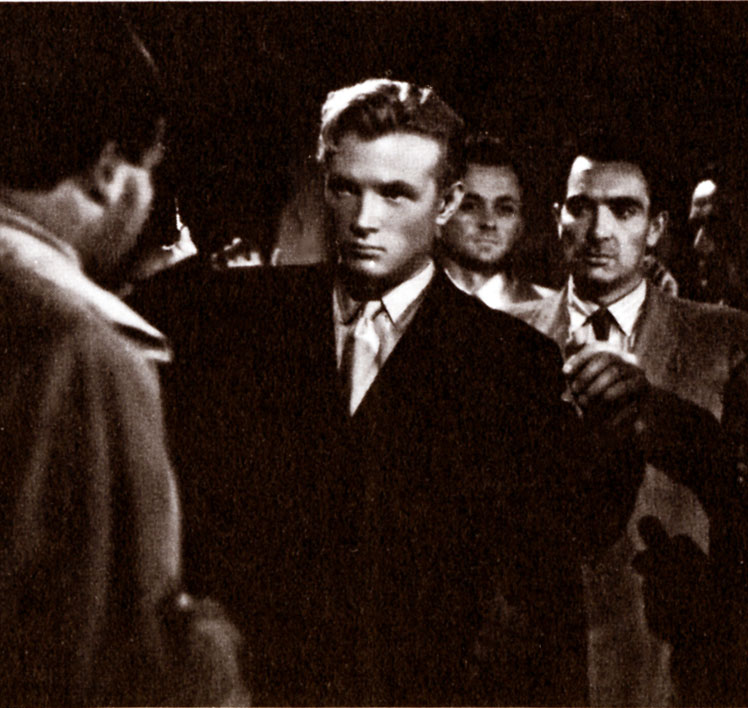
Jacques Sernas nel film Gioventù perduta (1948)

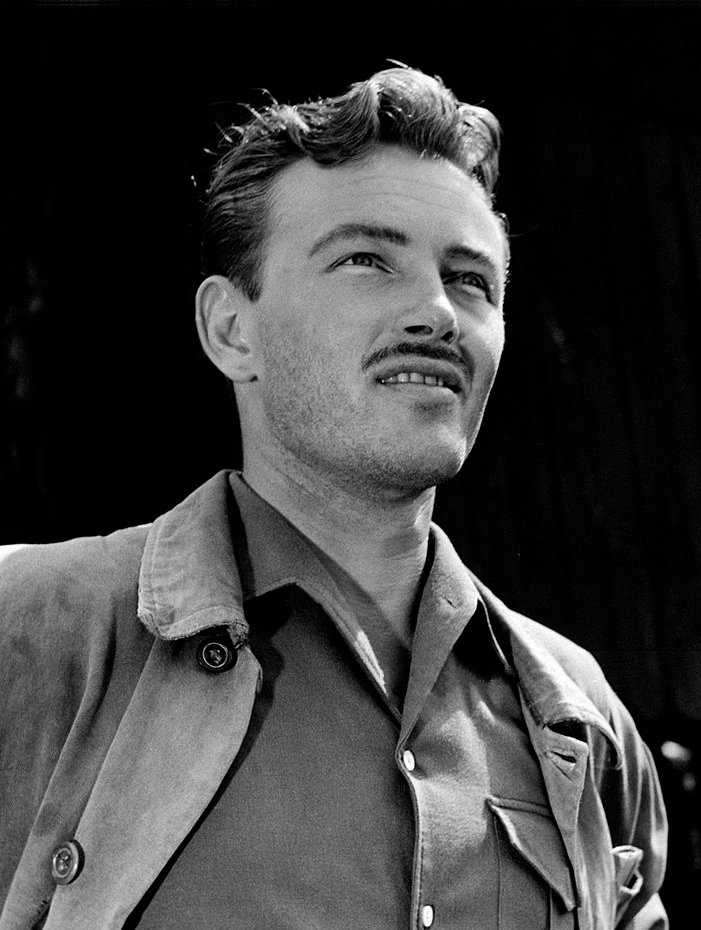
Jacques Sernas nel film Terra straniera (1954)

Lorella De Luca e Jacques Sernas nel film Nel segno di Roma (1958)

- Maschera di sangue (Miroir), regia di Raymond Lamy (1947)
- Gioventù perduta, regia di Pietro Germi (1948)
- Una lettera all'alba, regia di Giorgio Bianchi (1948)
- Jean de la Lune, regia di Marcel Achard (1949)
- Il mulino del Po, regia di Alberto Lattuada (1949)
- Il falco rosso, regia di Carlo Ludovico Bragaglia (1949)
- Il lupo della Sila, regia di Duilio Coletti (1949)
- Patto col diavolo, regia di Luigi Chiarini (1949)
- Il cielo è rosso, regia di Claudio Gora (1950)
- La salamandra d'oro (Golden Salamander), regia di Ronald Neame (1950)
- Cuori sul mare, regia di Giorgio Bianchi (1950)
- L'ultima sentenza, regia di Mario Bonnard (1951)
- Barbablù (Barbe-Bleue), regia di Christian-Jaque (1951)
- Clandestino a Trieste, regia di Guido Salvini (1951)
- Camicie rosse, regia di Goffredo Alessandrini (1952)
- Fanciulle di lusso, regia di Bernard Vorhaus (1952)
- I figli non si vendono, regia di Mario Bonnard (1952)
- Gli angeli del quartiere, regia di Carlo Borghesio (1952)
- La muta di Portici, regia di Giorgio Ansoldi (1952)
- Lulù, regia di Fernando Cerchio (1953)
- La morte è discesa troppo presto (L'Envers du paradis), regia di Edmond T. Gréville (1953)
- Sua Altezza ha detto: no!, regia di Maria Basaglia (1953)
- Ti ho sempre amato! di Mario Costa (1953)
- Amarti è il mio peccato (Suor Celeste), regia di Sergio Grieco (1954)
- Dieci canzoni d'amore da salvare, regia di Flavio Calzavara (1954)
- Terra straniera, regia di Sergio Corbucci (1954)
- Cento anni d'amore, regia di Lionello De Felice (1954) - epis. Amore '54
- La barriera della legge, regia di Piero Costa (1954)
- Il grande addio, regia di Renato Polselli (1954)
- Maddalena, regia di Augusto Genina (1954)
- L'inferno è a Dien Bien Fu (Jump Into Hell), regia di David Butler (1955)
- Elena di Troia (Helen of Troy), regia di Robert Wise (1956)
- Altair, regia di Leonardo De Mitri (1956)
- La Venere di Cheronea, regia di Fernando Cerchio, Viktor Tourjansky (1957)
- Nel segno di Roma, regia di Guido Brignone (1958)
- Pia de' Tolomei, regia di Sergio Grieco (1958)
- Vite perdute, regia di Adelchi Bianchi, Roberto Mauri (1959)
- La prima notte, regia di Alberto Cavalcanti (1959)
- Il mondo dei miracoli, regia di Luigi Capuano (1959)
- Le notti di Lucrezia Borgia, regia di Sergio Grieco (1959)
- Salambò, regia di Sergio Grieco (1959)
- La dolce vita, regia di Federico Fellini (1960)
- Un amore a Roma, regia di Dino Risi (1960)
- La regina dei tartari, regia di Sergio Grieco (1960)
- Maciste contro il vampiro, regia di Sergio Corbucci, Giacomo Gentilomo (1961)
- Che femmina!! e... che dollari!, regia di Giorgio Simonelli (1961)
- Orazi e Curiazi, regia di Ferdinando Baldi e Terence Young (1961)
- Romolo e Remo, regia di Sergio Leone e Sergio Corbucci (1961)
- Il conquistatore di Corinto, regia di Mario Costa (1961)
- Il figlio di Spartacus, regia di Sergio Corbucci (1962)
- 55 giorni a Pechino (55 Days at Peking), regia di Nicholas Ray (1963)
- F.B.I. operazione Baalbeck, regia di Marcello Giannini (1964)
- La guerra segreta (The Dirty Game), regia di Christian-Jaque, Werner Klingler, Carlo Lizzani e Terence Young (1965)
- Baleari operazione Oro (Zarabanda Bing Bing), regia di José María Forqué (1966)
- Per pochi dollari ancora, regia di Giorgio Ferroni (1966)
- American Secret Service, regia di Enzo Di Gianni (1968)
- Il colpo era perfetto, ma... (Midas Run), regia di Alf Kjellin (1969)
- I lupi attaccano in branco (Hornet's Nest), regia di Phil Karlson (1970)
- E cominciò il viaggio nella vertigine, regia di Toni De Gregorio (1974)
- L'ultimo sapore dell'aria, regia di Ruggero Deodato (1978)
- La pelle, regia di Liliana Cavani (1981)
- Conto finale (L'Addition), regia di Denis Amar (1984)
- Luna di sangue, regia di Enzo Milioni (1989)
- Io, Peter Pan, regia di Enzo Decaro (1989)
- L'avaro, regia di Tonino Cervi (1989)
- L'africana, regia di Margarethe von Trotta (1990)
- Caldo soffocante, regia di Giovanna Gagliardo (1991)
- Coppia omicida, regia di Claudio Fragasso (1998)
- Amor nello specchio, regia di Salvatore Maira (1999)

### Televisione
- Conflict – serie TV, episodi 1x04-1x06 (1956)
- Telephone Time – serie TV, episodio 2x12 (1956)
- Climax! – serie TV, episodio 3x15 (1957)
- Il triangolo rosso, regia di Mario Maffei, Piero Nelli - serie TV prima stagione (1967)
- Il triangolo rosso, regia di Ruggero Deodato – serie TV seconda stagione (1969)
- La rete, regia di Gianni Serra – film TV (1970)
- Gli invincibili (The Protectors) – serie TV, episodio 1x26 (1973)
- ESP, regia di Daniele D'Anza – miniserie TV (1973)
- La culture et l'histoire, corso integrativo di lingua francese a cura di Angelo Bortoloni, regia di Lucio Testa (1974)
- Philadelphia story, di Philip Barry, regia di Maurizio Ponzi, trasmessa il 4 ottobre 1974
- La sconosciuta, regia di Daniele D'Anza – miniserie TV, 4 puntate (1982)
- Casa Cecilia – serie TV, episodio 1x04 (1982)
- Big Man – serie TV, episodio 1x03 (1988)
- Papa Giovanni - Ioannes XXIII, regia di Giorgio Capitani – film TV (2002)
- Papa Luciani - Il sorriso di Dio, regia di Giorgio Capitani – film TV (2006)
- Tutti pazzi per amore – serie TV, episodio 2x13 (2010)

## Doppiatori italiani
- Giuseppe Rinaldi in Gioventù perduta, Il cielo è rosso, Cuori sul mare, Camicie rosse, Amarti è il mio peccato, Altair, La Venere di Cheronea, La prima notte, Maciste contro il vampiro, Elena di Troia, Dieci canzoni d'amore da salvare, Cento anni d'amore
- Gianfranco Bellini in I figli non si vendono (solo nel ruolo del padre), Maddalena, Romolo e Remo, Il figlio di Spartaco, Il giorno più corto
- Gualtiero De Angelis in Il mulino del Po, Il falco rosso, Il lupo della Sila
- Giulio Panicali in Fanciulle di lusso, Ti ho sempre amato!, Le notti di Lucrezia Borgia
- Pino Locchi in I figli non si vendono (solo nel ruolo del figlio), Nel segno di Roma, Un amore a Roma
- Nando Gazzolo in Vite perdute, Orazi e Curiazi
- Achille Millo in Clandestino a Trieste
- Emilio Cigoli in La regina dei Tartari
- Cesare Barbetti in Il conquistatore di Corinto
- Giancarlo Maestri in F.B.I. operazione Baalbeck
- Renato Izzo in La guerra segreta
- Gigi Proietti in Baleari operazione Oro
- Gianni Bonagura in Per pochi dollari ancora
- Luciano De Ambrosis in L'ultimo sapore dell'aria
- Renato Cortesi in L'avaro

## Doppiaggio
- Luc Merenda in Action (1980)